# Roger Loyer

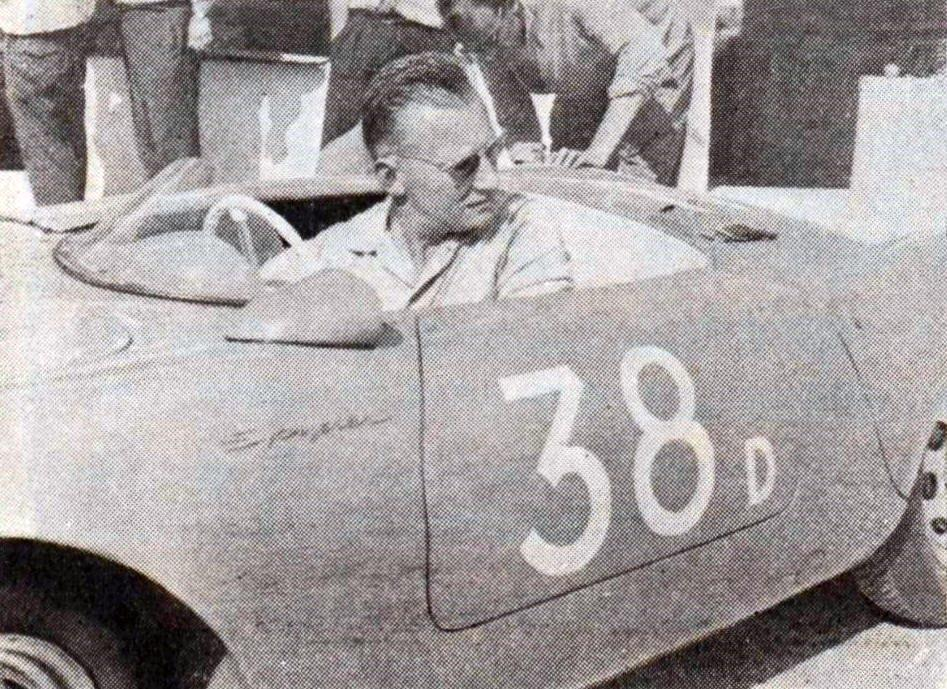
Roger Loyer in een Porsche 550, 1956

Roger Loyer (Parijs, 5 augustus 1907 – Boulogne-Billancourt, 24 maart 1988) was een Frans Formule 1-coureur. Hij nam deel aan de Grand Prix van Argentinië in 1954 voor het team Gordini, maar viel uit en scoorde geen punten.